# Chinelle Henry
Chinelle Akhalia Henry (* 17. August 1995 in Jamaika) ist eine jamaikanische Cricketspielerin, die seit 2013 für das West Indies Women’s Cricket Team spielt.

## Aktive Karriere
Ihr Debüt in der Nationalmannschaft gab sie bei einem Drei-Nationen-Turnier im Oktober 2013 gegen England, bei der sie ihr erstes WTwenty20 absolvierte. Ihr Debüt im WODI-Cricket gab sie im Februar 2014 auf der Tour in Neuseeland. Daraufhin wurde sie für den ICC Women’s World Twenty20 2014 nominiert, machte dort jedoch nur ein Spiel gegen Indien. Danach spielte sie noch eine weitere Tour im Sommer 2015 in Sri Lanka, aber fiel danach aus dem Team.
Zum ICC Women’s World Twenty20 2018 wurde sie wieder ins Nationalteam berufen und absolvierte bei dem Turnier vier Spiele. Von da an spielte sie wieder regelmäßig im Team, unter anderem zwei Spiele beim ICC Women’s T20 World Cup 2020. Bei der Tour gegen Pakistan im Juli 2021 konnte sie im ersten WODI 3 Wickets für 37 Runs erzielen. In der WTwenty20-Serie der Tour brach sie im zweiten Spiel auf dem Feld zusammen und musste ins Krankenhaus eingeliefert werden. Im Februar 2022 wurde sie für den Women’s Cricket World Cup 2022 nominiert. Dort gelangen ihr gegen Südafrika 3 Wickets für 19 Runs. Im September erreichte sie gegen Neuseeland in der WTwenty20-Serie 3 Wickets für 26 Runs und wurde dafür als Spielerin des Spiels ausgezeichnet. Am Ende des Jahres konnte sie in der WODI-Serie gegen England 3 Wickets für 59 Runs erzielen. Nachdem sie eine Verletzung überwunden hatte, gelangen ihr beim ICC Women’s T20 World Cup 2023 gegen England 2 Wickets für 30 Runs und gegen Irland 34 Runs.